# Lista de copas estaduais do futebol brasileiro
As copas estaduais de futebol do Brasil são torneios realizados em algumas unidades federativas do Brasil.
Definem representantes para a Copa do Brasil e/ou Campeonato Brasileiro - Série D do ano seguinte (alguns regulamentos apontam que o campeão possui direito de escolha). Tais disputas possibilitam que as equipes ausentes de qualquer série do Campeonato Brasileiro continuem em atividade após o estadual, embora possam reunir clubes das diferentes divisões nacionais e estaduais. Parte do calendário oficial de temporada das federações, as copas estaduais geralmente são jogadas no segundo semestre, depois e isoladamente em relação ao campeonato estadual.

## Em disputa
- Copa Alagoas
- Copa Fares Lopes
- Copa Espírito Santo
- Copa FMF
- Copa Rio
- Copa FGF
- Copa Santa Catarina
- Copa Paulista

## Extintas ou sem disputa
- Copa Amazonas
- Taça Estado da Bahia
- Copa Governador do Estado da Bahia
- Copa Leonino Caiado
- Copa Goiás
- Copa FMF
- Taça Minas Gerais
- Copa MS
- Copa Paraíba
- Taça FPF
- Copa Pernambuco
- Copa Piauí
- Copa Rio Grande do Norte
- Copa Governo do Estado de Sergipe
- Copa Tocantins

## Recopas
Tira-teima no ano seguinte entre os campeões do campeonato e da copa.
- Copa dos Campeões do ES (fora de disputa)
- Recopa Mineira*
- Recopa Catarinense
- Recopa Gaúcha
- Taça dos Campeões Cearenses (fora de disputa)

(*) Disputada entre os campeões dos torneios extra de Minas: Campeonato do Interior e Taça Inconfidência.

## Regionais
Torneios/grupos regionais classificavam para outra competição/fase final.
- Super Copa Gaúcha: Campeonato da Região Metropolitana / Campeonato da Região Serrana / Campeonato da Região Sul-Fronteira.*
- Copa Santa Catarina: Serra e Oeste / Vale e Nordeste / Litoral.**

(*) Os 3 campeões das regiões do RS se juntavam com o vencedor da Copa FGF. A Supercopa, como as disputas regionais, estão fora de disputa.
(**) A separação regional deixou de ser usada.

## Recopa Sul-Brasileira
Torneio entre os campeões da copa estadual paulista, paranaense, catarinense e gaúcha, disputado de 2007 a 2010.

## Observações
- Alagoas: de 2005 até 2007 foi disputada como 2º turno do Campeonato Alagoano e a partir de 2008 foi abandonada. Em 2014 e 2015, a competição foi retomada, mas dessa vez foi disputada como 1º turno do Campeonato Alagoano; para a temporada de 2016 foi novamente abandonada. A partir de 2020, tornou-se pela primeira vez uma competição separada do Campeonato Alagoano.
- Bahia: a princípio, era disputada a Taça Estado da Bahia, em seguida denominada Copa Governador do Estado.
- Maranhão: o nome já mudou algumas vezes: Taça Cidade de São Luís, Copa União, Copa São Luís e atualmente Copa FMF.[4]
- Minas Gerais: a Taça Minas Gerais foi, de 1973 a 1977 e depois em 1980 e 1981, uma competição separada do estadual. Em 1979 e de 1982 a 1987 passou a ser a 1ª fase do Campeonato Mineiro. A partir de 1999 voltou a ser uma competição separada do Campeonato Mineiro.

## Maiores campeões
Atualizado em fevereiro de 2025
| Campeonato                         | Primeira Disputa | Última Disputa | Time                                                                       | Títulos |
| ---------------------------------- | ---------------- | -------------- | -------------------------------------------------------------------------- | ------- |
| Copa Alagoas                       | 2005             | 2024           | ASA                                                                        | 3       |
| Copa Amazonas                      | 1954             | 2015           | Nacional                                                                   | 10      |
| Copa Espírito Santo                | 2003             | 2024           | Real Noroeste Vitória-ES                                                   | 4       |
| Copa Fares Lopes                   | 2010             | 2024           | Ferroviário                                                                | 3       |
| Copa FGF                           | 1970             | 2024           | Internacional Juventude Lajeadense Novo Hamburgo Pelotas São José São Luiz | 2       |
| Copa FMF                           | 2004             | 2024           | Luverdense                                                                 | 4       |
| Copa FMF                           | 1967             | 2022           | Maranhão                                                                   | 12      |
| Copa Governador do Estado da Bahia | 1998             | 2016           | Vitória da Conquista                                                       | 5       |
| Copa Governo do Estado de Sergipe  | 2003             | 2014           | Confiança                                                                  | 4       |
| Copa Goiás                         | 1967             | 1998           | Vila Nova                                                                  | 3       |
| Copa MS                            | 2010             | 2010           | CENE                                                                       | 1       |
| Copa Paraíba                       | 2006             | 2012           | Campinense Nacional de Patos Treze Botafogo-PB Auto Esporte-PB CSP         | 1       |
| Copa Paulista                      | 1962             | 2024           | Paulista de Jundiaí                                                        | 3       |
| Copa Pernambuco                    | 1994             | 2019           | Santa Cruz                                                                 | 5       |
| Copa Piauí                         | 2006             | 2017           | Flamengo                                                                   | 4       |
| Copa Rio                           | 1991             | 2024           | Volta Redonda                                                              | 5       |
| Copa Rio Grande do Norte           | 2004             | 2007           | Baraúnas                                                                   | 2       |
| Copa Santa Catarina                | 1990             | 2024           | Brusque Joinville                                                          | 5       |
| Copa Tocantins                     | 1993             | 1998           | Kaburé                                                                     | 3       |
| Taça FPF                           | 1998             | 2019           | Athletico Maringá                                                          | 2       |
| Taça Minas Gerais                  | 1973             | 2012           | Atlético Cruzeiro                                                          | 5       |